# HAL Laboratory
HAL Laboratory, Inc. (株式会社ハル研究所, Kabushiki Gaisha Haru Kenkyūjo) é uma desenvolvedora de jogos eletrônicos japonesa, fundada em 21 de fevereiro de 1980. Apesar de ser independente, tem uma forte afiliação com a Nintendo ao longo de sua história. A companhia tem sua sede localizada em Chiyoda, e também tem um prédio em Kai. De acordo com Satoru Iwata, a companhia tem esse nome pois "cada letra coloca-os um passo a frente da IBM". A companhia é mais famosa pelos jogos das séries Kirby, Mother e Super Smash Bros..